# Rhynchina
Rhynchina é um gênero de traça pertencente à família Noctuidae.

## Especias
- Rhynchina albiscripta 	Hampson, 1916
- Rhynchina buchanani 	Rothschild, 1921
- Rhynchina canestriata 	Hacker, 2004
- Rhynchina coniodes 	Vári, 1962
- Rhynchina crassisquamata 	Hampson, 1910
- Rhynchina deflexa 	(Saalmüller, 1891)
- Rhynchina endoleuca 	Hampson, 1916
- Rhynchina equalisella 	(Walker, 1863)
- Rhynchina ethiopica 	Hacker, 2011
- Rhynchina herbuloti Viette, 1965
- Rhynchina inornata Butler, 1886
- Rhynchina leucodonta Hampson, 1910
- Rhynchina paliscia 	Bethune-Baker, 1911
- Rhynchina perangulata 	Hampson, 1916
- Rhynchina pionealis Guenée, 1854
- Rhynchina poecilopa 	Vári, 1962
- Rhynchina poliopera 	Hampson, 1902
- Rhynchina reniferalis 	(Guenée, 1854)
- Rhynchina revolutalis (Zeller, 1852)
- Rhynchina sagittalis 	(Rebel, 1948)
- Rhynchina sahariensis 	Rothschild, 1921
- Rhynchina talhamica 	Wiltshire, 1982
- Rhynchina taruensis 	Butler, 1898
- Rhynchina tinctalis 	(Zeller, 1852)